# Seznam estonskih smučarskih tekačev
Seznam estonskih tekačev na smučeh.

## A
- Laura Alba
- Alvar Johannes Alev

## E
- Kein Einaste

## H
- Martin Himma

## J
- Mattis Jaama

## K
- Vello Kaaristo
- Algo Kärp
- Marko Kilp
- Kaspar Kokk
- Kaarel Kasper Kõrge
- Peeter Kümmel

## M
- Jaak Mae
- Tatjana Mannima

## O
- Triin Ojaste

## P
- Piret Pormeister

## R
- Karl Erik Rabakukk
- Raido Ränkel
- Aivar Rehemaa

## S
- Anti Saarepuu
- Avo Sambla
- Siim Sellis
- Timo Simonlatser

## Š
- Kristina Šmigun-Vähi

## T
- Karel Tammjärv

## U
- Kaija Urdas

## V
- Andreas Veerpalu
- Andrus Veerpalu